# Lara Guirao
Pour les articles homonymes, voir Guirao.
Lara Guirao, née le 24 avril 1968 à Marseille, est une actrice et chanteuse française.

## Biographie
Lara Guirao étudie l’art dramatique au Conservatoire de Marseille puis à l’École nationale supérieure des arts et techniques du théâtre (ENSATT) dite École de la Rue Blanche à Paris. Elle suit également des cours de piano et de danse pendant une dizaine d'années.
Dès la fin de ses études, Lara Guirao se produit sur scène et multiplie les premiers rôles au théâtre comme dans la pièce Une petite entaille de Xavier Durringer (1991) ou Shakespeare’s Sister ou La vie matérielle (2015). Au début des années 1990, elle poursuit sa carrière d'actrice au cinéma avec La vieille qui marchait dans la mer de Laurent Heynemann. La comédienne collabore à différentes reprises avec le réalisateur français Bertrand Tavernier et participe aux films L.627 (1992), Laissez-passer (2002) ou Holy Lola (2003). Ces rôles lui permettent de se faire connaître du grand public et de tourner pour la télévision. Elle intègre ainsi successivement les séries policières françaises Navarro, Julie Lescaut, PJ, Boulevard du Palais ou Candice Renoir. Scénariste, elle écrit pour le théâtre et le petit écran.
Passionnée de musique, Lara Guirao se tourne vers le chant jazz et décide de reprendre ses études musicales au sein de l'Institute for Artistic and Cultural Perception (IACP) de Paris. En octobre 2006, un premier album J'aime bien ce que vous faites est édité sur le label Mvs Records. Auteure de la plupart des textes de ses chansons, Lara Guirao s'inspire de la musique jazz et de la bossa nova. Elle se produit accompagnée d'une petite formation acoustique. La musicienne rencontre l'auteur et compositeur français Art Mengo lors d'une série de concerts. Ils enregistrent ensemble l'album Ce petit chemin, sorti en janvier 2012.

## Filmographie

### Cinéma
- 1991 : La vieille qui marchait dans la mer de Laurent Heynemann : bibliothécaire
- 1992 : L.627 de Bertrand Tavernier : Cécile
- 1993 : Couples et Amants de John Lvoff : Marie
- 1998 : Méditerranées de Philippe Bérenger
- 2002 : Laissez-passer de Bertrand Tavernier : la chanteuse de rue
- 2003 : Holy Lola de Bertrand Tavernier : Annie
- 2004 : Qui perd gagne ! de Laurent Bénégui : la gynécologue
- 2006 : La Jungle de Matthieu Delaporte : Mme Carle
- 2009 : Micmacs à tire-larigot de Jean-Pierre Jeunet : la mère de Bazil
- 2013 : Doutes de Yamini Lila Kumar : Judith Lazard

### Télévision

#### Actrice
- 1992 : Navarro  - épisode : Mort d'un témoin  (série télévisée) : Muriel Istrati
- 1993 : Julie Lescaut  - épisode :  Harcèlements  (série télévisée) : Aline
- 1995 : L'Instit  - épisode : D'une rive à l'autre  (série télévisée) : Agnès
- 1996 : Maigret  - épisode : Maigret a peur   (série télévisée) : Louise
- 1998 : Quai numéro un  - épisode :  Le tueur de la pleine lune  (série télévisée) : Laure Monge
- 2000 : Julie Lescaut  - épisode : La nuit la plus longue  (série télévisée) : Nadia Caillaux
- 2002 : La Victoire des vaincus, téléfilm de Nicolas Picard : Lucie
- 2002 : PJ  - épisode : Agressions   (série télévisée) : Manuella
- 2004 : Une femme d'honneur  - épisode : Femmes d'occasion  (série télévisée) : Agnès
- 2004 : PJ  - épisode : Sentiments souterrains  (série télévisée) : Manuella
- 2004 : B.R.I.G.A.D.  - 2 épisodes : Noces rouges et  Dialogue de sourds   (série télévisée) : Marie Morlet
- 2005 - 2010 : SOS 18 - 18 épisodes (série télévisée) : Julie Morel
- 2007 : Boulevard du Palais  - épisode : Un petit coin sans histoire  (série télévisée) : Stéphanie Simon
- 2007 : PJ  - 2 épisodes :  Famille interdite et Esprit d'initiative (série télévisée) : Commissaire Motard
- 2008 : Drôle de Noël, téléfilm de Nicolas Picard-Dreyfuss : Lara
- 2009 : Nicolas Le Floch  - épisode : Le fantôme de la Rue Royale  (série télévisée) : Charlotte Galaine
- 2012 : Pour Djamila, téléfilm de Caroline Huppert : Bianca Lamblin
- 2013 : Candice Renoir (Saison 1, épisode 6) : Dr Diane Chemla
- 2021 : HPI (saison 2, épisode 3 « Made in France »), réalisé par Vincent Jamain : Lucie Morvan

#### Scénariste
- 2001 : La victoire des vaincus de Nicolas Picard

## Théâtre

### Comédienne
- 1991 : Une petite entaille de Xavier Durringer, Théâtre du Rond-Point
- 1992 : Cinq nôs modernes de Yukio Mischima, mise en scène de D.Quehec, Opéra Bastille
- 1995 : Un coin d'Azur de Jean Bouchaud, mise en scène de l'auteur, Théâtre La Bruyère
- 1996 : La plus forte d'August Strindberg, mise en scène de Jacques Kraemer, Théâtre municipal de Chartres
- 1996 : Le secret de l'aiguille creuse d'après Maurice Leblanc, adaptation et mise en scène de Gilles Gleizes, Théâtre des jeunes spectateurs à Montreuil
- 1997 : Liliom de Ferenc Molnár, mise en scène de S.Chevara
- 1997 : Pièces de la mer d'Eugene O'Neill, mise en scène de Jacques Kraemer, Théâtre municipal de Chartres
- 1997 : Dom Juan de Molière, mise en scène de Jacques Kraemer, Théâtre municipal de Chartres, TEP Paris
- 1997 - 1998 : Bérénice de Jean Racine, mise en scène de Jacques Kraemer
- 2001 : Le Golem, mise en scène de Jacques Kraemer, Théâtre municipal de Chartres, Théâtre de la Tempête[7]
- 2002 : Le Home Yid, mise en scène de Jacques Kraemer, Festival d'Avignon
- 2003 - 2004 : Chère Eléna Serguéiévna de Ludmilla Razoumovskaïa, mise en scène de Didier Bezace, Théâtre de la Commune
- 2005 - 2006 - 2008 : Agatha de Marguerite Duras, mise en scène de Jacques Kraemer, Théâtre du Lucernaire, Festival d'Avignon
- 2007 - 2009 : À la vie, adaptée du scénario du film À la vie, à la mort co-écrit par Jean-Louis Milesi et Robert Guédiguian, mise en scène de Pierre-Loup Rajot, Théâtre Toursky, Théâtre Montreux-Riviera[8]
- 2015 : Shakespeare's sister ou La Vie Matérielle, d'après La Vie matérielle de Marguerite Duras et Une chambre à soi de Virginia Woolf, mise en scène d'Irina Brook, Théâtre National de Nice[9]
- 2017 : Alinea Rose d'Annick Perez, mise en scène de Paul Barge, tournée en Israël[10]
- 2018 : Requiem pour Camille Claudel d'Anne Delbée, Théâtre de la Contrescarpe[11]

### Scénariste
- 1995 : La Belle Saison, d'après Jacques Prévert, mise en scène de John Lvoff, Théâtre Le Ranelagh[12]
- 1997 : Haute pression de Lara Guirao, Théâtre municipal de Chartres

## Musique
- 2006 : J'aime bien ce que vous faites, Mvs Records
- 2012 : Ce petit chemin, Lara Guirao et Art Mengo, F2F music